# 상서중학교 (강원)
상서중학교(上西中學校)는 대한민국 강원특별자치도 화천군 상서면 파포리에 있는 공립 중학교이다.

## 학교 연혁
- 1970년 12월 31일 : 상서중학교 설립인가(6학급)
- 1971년 4월 23일 : 상서중학교 개교
- 1999년 3월 1일 : 초·중 통합운영학교 지정
- 2024년 3월 1일 : 제22대 홍종호 교장 부임
- 2025년 1월 8일 : 제52회 졸업식(7명, 총 2,745명)
- 2025년 3월 4일 : 입학식(1학급 5명)

## 참고 자료
- 상서중학교 - 한국교육학술정보원 학교알리미